# Koszowo
Koszowo (ros. Кошово) – wieś w Rosji, w rejonie wielikoustidzkim obwodu wołogodzkiego. W 2010 r. liczyła 6 mieszkańców.